# Templeville
Templeville és una població dels Estats Units a l'estat de Maryland. Segons el cens del 2000 tenia 80 habitants.

## Demografia
Segons el cens del 2000, Templeville tenia 80 habitants, 32 habitatges, i 14 famílies. La densitat de població era de 441,3 habitants per km².
Dels 32 habitatges en un 28,1% hi vivien nens de menys de 18 anys, en un 21,9% hi vivien parelles casades, en un 12,5% dones solteres, i en un 56,3% no eren unitats familiars. En el 50% dels habitatges hi vivien persones soles el 31,3% de les quals corresponia a persones de 65 anys o més que vivien soles. El nombre mitjà de persones vivint en cada habitatge era de 2,5 i el nombre mitjà de persones que vivien en cada família era de 3,79.
Per edats la població es repartia de la següent manera: un 27,5% tenia menys de 18 anys, un 12,5% entre 18 i 24, un 26,3% entre 25 i 44, un 16,3% de 45 a 60 i un 17,5% 65 anys o més.
L'edat mediana era de 36 anys. Per cada 100 dones de 18 o més anys hi havia 87,1 homes.
La renda mediana per habitatge era de 15.938 $ i la renda mediana per família de 24.375 $. Els homes tenien una renda mediana de 26.667 $ mentre que les dones 15.625 $. La renda per capita de la població era de 10.202 $. Entorn del 40% de les famílies i el 40,7% de la població estaven per davall del llindar de pobresa.

## Poblacions més properes
El següent diagrama mostra les poblacions més properes.